# Largidea pudica
Largidea pudica är en insektsart som beskrevs av Van Duzee 1925. Largidea pudica ingår i släktet Largidea och familjen ängsskinnbaggar. Inga underarter finns listade i Catalogue of Life.